# Valerio Cleri
Valerio Cleri (Palestrina, 19 giugno 1981) è un ex nuotatore italiano, specializzato nello stile libero e nel nuoto di fondo.
Si è laureato campione iridato ai campionati mondiali di nuoto di Roma 2009, conquistando la medaglia d'oro nella 25 km individuale, per poi ripetersi vincendo anche la 10 km individuale ai campionati mondiali di nuoto in acque libere di Roberval nel 2010.

## Carriera
È un atleta in forza al Centro Sportivo Olimpico dell'Esercito (C.S.O.E.) attivo sia in vasca, dove ha iniziato la sua carriera internazionale nel 1999 partecipando agli Europei giovanili di Mosca e alla Universiade di Taegu, in Corea del Sud, che nelle acque libere dove ha ottenuto i primi successi nel 2006, sia in Italia, diventando campione di fondo, sia partecipando ai campionati europei e ai mondiali. Il 25 luglio 2009 ottiene la medaglia d'oro ai Campionati mondiali di nuoto 2009 di Roma nella 25 km di fondo. È il primo maschio italiano a vincere la gara dei 25 km di fondo ai campionati mondiali.
Si è superato nel 2010, vincendo l'oro nella gara dei 10 km e l'argento in quella dei 25 km ai mondiali di Roberval, in Canada, seguito da un argento e da un oro agli europei di Budapest rispettivamente nella 10 e nella 25 km di fondo. Non ha avuto successo ai mondiali cinesi di Shanghai del 2011, con un undicesimo posto e un ritiro nelle due gare a cui ha partecipato.
Il suo tecnico è Emanuele Sacchi. Oltre alle medaglie europee e mondiali che ha vinto, ha ottenuto grandi risultati nella coppa europea di fondo del 2005 (secondo), in quella del mondo del 2007 dove è giunto terzo, e del 2008, che ha vinto ottenendo quattro primi, un terzo e un quarto posto in gara.

## Palmarès
| Giochi olimpici          | ---                    | 10 km individuale  | ---                     |
| 2008 Pechino Cina        | ---                    | 4º 1h 52'07"5      | ---                     |
| Campionati del mondo     | ---                    | 10 km individuale  | 25 km individuale       |
| 2007 Melbourne Australia | ---                    | 15º 1h 56'08"18    | ---                     |
| 2009 Roma Italia         | ---                    | 4º 1h 52'11"4      | Oro 5h 26'31"6          |
| 2011 Shanghai Cina       | ---                    | 11º 1h 54'41"2     | ritirato                |
| Mondiali di fondo        | ---                    | 10 km individuale  | 25 km individuale       |
| 2006 Napoli Italia       | ---                    | Argento 2h 10'40"5 | ---                     |
| 2008 Siviglia Spagna     | ---                    | 8º 1h 53'38"8      | ---                     |
| 2010 Roberval Canada     | ---                    | Oro 2h 00'59"3     | Argento 5h 32'40"4      |
| Campionati europei       | ---                    | 10 km individuale  | 25 km individuale       |
| 2006 Budapest Ungheria   | ---                    | 12º 1h 58'49"1     | ---                     |
| 2010 Budapest Ungheria   | ---                    | Argento 1h 54'24"8 | Oro 5h 16'20"3          |
| Europei di fondo         | ---                    | 10 km individuale  | 25 km individuale       |
| 2008 Dubrovnik Croazia   | ---                    | 7º 1h 52'59"1      | Oro 4h 29'00"0          |
| 2012 Piombino Italia     | ---                    | ---                | 6º 5h 06'10"6           |
| Universiadi              | 400 m st. libero       | 800 m st. libero   | 400 m misti             |
| 2003 Taegu Corea del Sud | 1º in finale B 3'56"60 | 10º 8'13"99        | non partito in finale B |
| Europei giovanili        | 400 m st. libero       | 1500 m st. libero  | ---                     |
| 1999 Mosca Russia        | 6º 4'01"24             | 8º 15'58"28        | ---                     |

### Altre competizioni
- Vincitore della Coppa del Mondo di nuoto di fondo nel 2008

### Campionati italiani
16 titoli individuali, così ripartiti:
- 1 nei 400 m stile libero
- 1 negli 800 m stile libero
- 1 nei 1500 m stile libero
- 1 nei 400 m misti
- 3 nei 5 km di fondo
- 5 nei 10 km di fondo
- 4 nei 25 km di fondo

| Anno | Edizione    | st.libero 400 m | st.libero 800 m | st.libero 1500 m | misti 400 m | st.libero 4×200 m |
| ---- | ----------- | --------------- | --------------- | ---------------- | ----------- | ----------------- |
| 2000 | Primaverili | -               | -               | -                | 3           | -                 |
| 2001 | Primaverili | -               | -               | -                | -           | 3                 |
| 2001 | Estivi      | -               | -               | -                | -           | 2                 |
| 2002 | Primaverili | -               | -               | -                | -           | 3                 |
| 2002 | Estivi      | 3               | 3               | -                | -           | -                 |
| 2003 | Primaverili | 3               | 2               | -                | -           | 3                 |
| 2003 | Estivi      | 1               | -               | -                | 1           | 2                 |
| 2004 | Primaverili | 3               | 1               | -                | 3           | 3                 |
| 2004 | Estivi      | -               | 3               | -                | -           | -                 |
| 2005 | Estivi      | -               | -               | 1                | -           | -                 |
| 2007 | Estivi      | -               | -               | -                | -           | -                 |
| 2008 | Estivi      | -               | 3               | -                | -           | -                 |
| 2009 | Primaverili | -               | 3               | 3                | -           | -                 |

Edizioni in acque libere
| Anno | Edizione | fondo 5 km | fondo 10 km | fondo 25 km |
| ---- | -------- | ---------- | ----------- | ----------- |
| 2006 | Fondo    | 1          | 1           | -           |
| 2007 | Fondo    | 2          | 1           | 1           |
| 2008 | Fondo    | 1          | 2           | -           |
| 2009 | Fondo    | -          | 1           | 1           |
| 2010 | Fondo    | 1          | 1           | 1           |
| 2011 | Fondo    | -          | 1           | 1           |

## Riconoscimenti
- LEN Award: 2010
- Atleta dell'anno FINA: 2010
- Open Water Swimmer of the Year: 2010

## Curiosità
Valerio Cleri è un appassionato tifoso della Lazio, tanto da essere celebrato per la sua "vittoria mondiale" dalla stessa società biancoceleste in occasione del gala di presentazione della squadra allo Stadio Olimpico di Roma il 13 agosto 2009.